# Wartburgs voetbalkampioenschap 1927/28
In 1927/28 werd het achtste Wartburgs voetbalkampioenschap gespeeld, dat georganiseerd werd door de Midden-Duitse voetbalbond. SV Gotha 01 werd kampioen en plaatste zich zo voor de Midden-Duitse eindronde. De club versloeg VfL 08 Duderstadt en verloor dan van FC Wacker 1910 Gera.

## Gauliga
| Plaats | Club                        | Wed. | W  | G | V  | Saldo | Ptn.  |
| ------ | --------------------------- | ---- | -- | - | -- | ----- | ----- |
| 1.     | SV 1901 Gotha               | 14   | 12 | 0 | 2  | 48:19 | 24:4  |
| 2.     | FC Preußen 1909 Langensalza | 14   | 11 | 1 | 2  | 67:28 | 23:5  |
| 3.     | SC Borussia Eisenach        | 14   | 10 | 1 | 3  | 53:22 | 21:7  |
| 4.     | FC Wacker 1907 Gotha        | 14   | 6  | 1 | 7  | 31:37 | 13:15 |
| 5.     | VfB 1909 Mühlhausen         | 14   | 3  | 4 | 7  | 25:32 | 10:18 |
| 6.     | SpVgg 1909 Eisenach         | 14   | 3  | 2 | 9  | 24:42 | 8:20  |
| 7.     | SV 1899 Mühlhausen          | 14   | 3  | 1 | 10 | 23:60 | 7:21  |
| 8.     | FC Meteor Waltershausen     | 14   | 2  | 2 | 10 | 15:46 | 6:22  |

|  | Kampioen, geplaatst voor Midden-Duitse eindronde |